# Loo-Wit Mons
Il Loo-Wit Mons è una struttura geologica della superficie di Venere.